# Rehbraune Australische Hüpfmaus
Die Rehbraune Australische Hüpfmaus (Notomys cervinus), auch als Kitz-Hüpfmaus bezeichnet, ist ein Nagetier aus der Gattung der Australischen Hüpfmäuse, das in der zentralaustralischen Wüste heimisch ist. 

## Merkmale

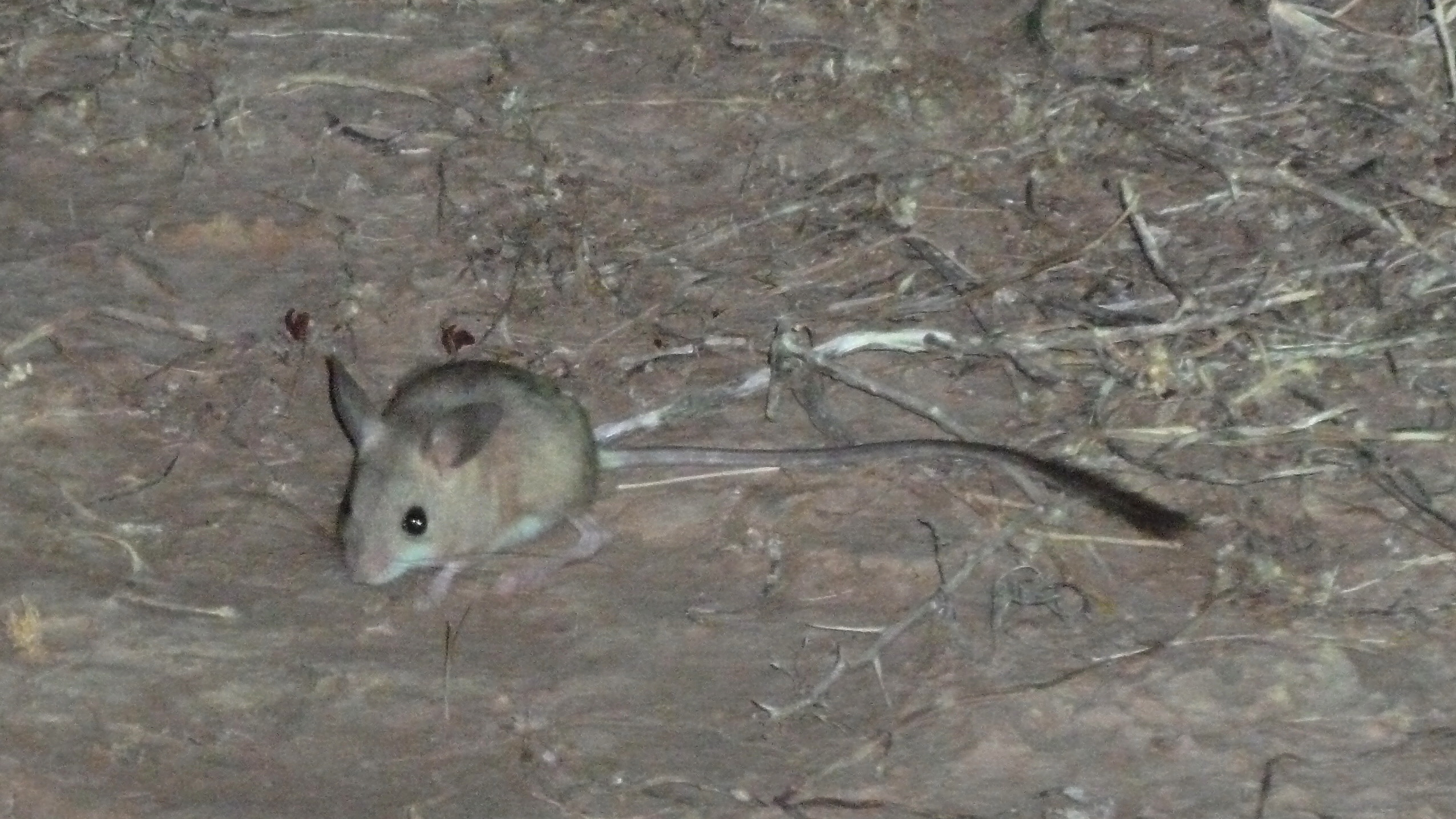
Rehbraune Australische Hüpfmaus

Wie alle Australischen Hüpfmäuse hat die Rehbraune Australische Hüpfmaus kräftige Vorderzähne, einen langen Schwanz, dunkle Augen, große Ohren, gut entwickelte Hüften und sehr lange, schmale Hinterfüße. Die Kopf-Rumpf-Länge beträgt 95 bis 120 mm. Das Gewicht beträgt zwischen 30 und 50 g. Die Färbung variiert von hell rosa-rehbraun bis grau an der Oberseite und weiß an der Unterseite. Der 120 bis 160 mm lange Schwanz ist zweifarbig (weiß an der Unterseite und dunkler an der Oberseite) und endet in einem dunklen Pinsel. Die Ohren sind rund, die dunklen Augen sind besonders groß und die Tasthaare sind 65 mm lang. Der Weibchen haben vier Bauchzitzen.

## Vorkommen und Lebensraum
Der bevorzugte Lebensraum der Rehbraunen Australischen Hüpfmaus sind die Geröllebenen und Lehmpfannen im Becken des Lake Eyre. Das Verbreitungsgebiet umfasst Teile des nördlichen South Australia und das äußerste südwestliche Queensland. Aufzeichnungen aus dem späten 19. Jahrhundert belegen, dass das frühere Verbreitungsgebiet größer war.

## Lebensweise
Die Rehbraune Australische Hüpfmaus lebt in kleinen Familienverbänden von zwei bis vier Individuen. Während des Tages suchen sie Unterschlupf in Bauten, die flacher sind, als die der sandbewohnenden Art Notomys fuscus, aber dennoch bis ein Meter tief sind und zwischen ein und drei Ausgänge haben. Während der Nacht legen sie Hunderte von Metern bei der Nahrungssuche zurück. Sie ernähren sich von Samen, Keimen und Insekten. Wie andere Australische Hüpfmäuse kommt die Art ohne Wasser aus, sie ist jedoch in der Lage, stark salzhaltiges Wasser zu verstoffwechseln, wenn es verfügbar ist. Nach einer Tragzeit von 38 Tagen bringen die Weibchen ein bis fünf vollentwickelte Junge zur Welt.

## Status
Der IUCN listet die Art in der Kategorie „gefährdet“ (vulnerable). Der Bestand wird auf weniger als 10.000 Alttiere geschätzt. Die Ursachen für die Gefährdung sind unbekannt, jedoch werden der Klimawandel, Destabilisierung und Erosion bedingt durch das Zertrampeln der Böden durch Huftiere sowie die Nachstellung durch Beutegreifer für wahrscheinlich gehalten.